# Finnország Népi Demokratikus Szövetsége
Finnország Népi Demokratikus Szövetsége avagy a Finn Népi Demokratikus Szövetség egy 1944 és 1990 között működött, finn baloldali párt volt.
Finn neve: Suomen Kansan Demokraattinen Liitto. Röv.: SKDL
Svéd neve: Demokratiska Förbundet för Finlands Folk. Röv.: DFFF
E politikai párt tagjaira és támogatóira utal hagyományosan a kifejezés: finn népi demokraták.
Gyakorlatilag a korábban (1944-ig) tiltott Finn Kommunista Párt politikai frontjaként szolgált volt.